# کودکان مک آرتور
کودکان مک آرتور ((به ژاپنی: 瀬戸内少年野球団 Setouchi Shōnen Yakyū-dan)) فیلمی در ژانر درام به کارگردانی ماساهیرو شینودا است که در سال ۱۹۸۴ اکران شد. از بازیگران آن می‌توان به کن واتانابه، ماساکو ناتسومه، شیما ایواشیتا، و هیدجی اوتاکی اشاره کرد.
مدت زمان این فیلم ۱۲۵ دقیقه میباشد.